# Inwohner
Inwohner (< mhd. inwoner; auch Inman(n), Plural Inleute, < mhd. inman, inliute findet sich) ist eine Bezeichnung mit regional unterschiedlicher Bedeutung. In vielen Gegenden, z. B. in Süddeutschland, in Sachsen und in Österreich, wurden damit im Mittelalter und in der frühen Neuzeit Bewohner einer Stadt bezeichnet, die kein Haus- oder Grundeigentum und damit nicht das Bürgerrecht besaßen. Ähnliche Bedeutungen sind mit dem Begriff des Insten („Einmieter“, < mnd. insate, insete „Insasse“) oder Instmanns, Plural Instleute (mnd. instlude) verbunden. Ein weiterer Begriff mit seit dem 17. Jahrhundert ungefähr entsprechendem Bedeutungsspektrum ist derjenige des Einliegers (< mhd. inliger, inlëger, mnd. inligger, inlegher, diese Formen aber noch mit abweichender Bedeutung) für weitgehend grundbesitzlose Tagelöhner.
Der Begriff des Inwohners ist von dem des Hausgenossen zu unterscheiden; unter diesem werden Personen verstanden, die zu dem Hausherrn entweder in einem familienrechtlichen Verhältnis stehen (Ehegatten, Kinder, Tanten) oder als Dienstboten (Mägde, Knechte) von diesem abhängig sind.

## Regionale Begriffsvarianten
In Mecklenburg bezeichnete man Bewohner der Städte ohne Bürgereigenschaft oder besondere Privilegien als Einwohner oder Einlieger, wobei das altmecklenburgische Landrecht dem Bürger lediglich einen Hauptnahrungserwerb in Handel, Handwerk oder Gewerbe zubilligte. Aus diesem Grund bildeten sich handwerksähnliche Sonderformen auch für diejenigen (Acker-)Bürger heraus, die im Vollerwerb Landwirtschaft auf städtischem Areal betrieben. Ihre Zahl blieb jedoch in der Gewerbestatistik aller mecklenburgischen Landstädte nachrangig.
Instleute in Nord- und Nordostdeutschland waren vertraglich an einen Grundeigentümer gebundene Tagelöhner, die für Wohnung, Geld- und Naturallohn arbeiteten. Sie mussten eine zweite Arbeitskraft (den „Scharwerker“) stellen und fungierten so als eine Art Subunternehmer.
In Südwestsachsen war es um 1700 in manchen Orten sogar üblich, von „begüterten Inwohnern“ zu sprechen, womit Vollbauern gemeint sein konnten und auch andere Dorfbewohner mit Haus- und Hofbesitz, in Städten ebenfalls Hausbesitzer. In diesem Gebiet und im Vogtland wechselt dieser Gebrauch von „Inwohner“ später mit Einwohner, ganz im Sinne des heutigen Begriffes, d. h. jeder beliebige Bewohner eines Ortes.
In Slowenien wurden Inwohner (sogenannte osabeniki) als Arbeitskräfte in Weinbergen angesiedelt.
In diesem Zusammenhang sind auch die in der Schweiz gebräuchlichen Bezeichnungen Beiwohner, Beisasse, medewohner und non-positus zu erwähnen, die darauf abstellen, dass diese Einwohner einer Gemeinde nicht das volle Bürgerrecht besitzen, aber durch das Beisassenrecht gewisse Rechte und Verpflichtungen haben. Diese Beisassen können durchaus finanziell bedeutende Personen sein.

## Rechte und Pflichten eines Inwohners
Im Mittelalter und in der frühen Neuzeit wurden zumeist besitzlose Bewohner einer Stadt, die nicht das Bürgerrecht hatten, Inwohner genannt. Diese mussten sich als Tagelöhner bei einer Herrschaft oder einem Betrieb (etwa einer Brauerei) – ohne dort fest angestellt zu sein – ihren Lebensunterhalt erwerben.
Bei Heiraten von Inwohnern mussten in Bezug auf die Zuständigkeit von Geistlichen besondere Regeln beachtet werden, da der Wohnort nicht durch Haus- oder Grundbesitz festgelegt war.
In den regionalen Thaidingordnungen werden die Verpflichtungen, denen ein Inman und dessen Hausherr (Wirth) nachkommen muss, genannt. Dem Lustenfeldener Urbar von 1635 sind beispielsweise folgende Verpflichtungen zu entnehmen: Jeder Untertan war verpflichtet, spätestens nach 14 Tagen mit einer aufgenommenen Person bei der Herrschaft zu erscheinen, diese Person einschreiben zu lassen und dafür eine Bürgschaft zu übernehmen. War der Inman früher einer anderen Obrigkeit unterstellt, musste er von dort seinen letzten Abschied mitbringen und dann der Herrschaft das Angelüb leisten. Dieses war mit der Zahlung eines Auffahrtgeldes verbunden (damals acht Kreuzer). Nach dem Einzug bei dem Hauswirt mussten jedes Jahr zwei Schillinge Steuer und ein Gulden Robotgeld gereicht werden. Wurden diese Abgaben nicht rechtzeitig bezahlt, so hatte der Hausherr dafür einzustehen. Wenn der Inmann auszog, so hatte er um Streichung anzusuchen und ein Abfahrtgeld zu zahlen. Dieses entfiel, wenn der Inmann innerhalb der Herrschaft verblieb. Wurde der Auszug verschwiegen, so machten sich sowohl der Inmann wie auch der Hauswirt strafbar. Verboten war die Aufnahme eines Dienstbotenverhältnisses zum Schein und somit die Verschleierung des Inmanverhältnisses. Verstarb ein Inman, so mussten für ihn verschiedene Taxen aus seinem Nachlass bezahlt werden (Fallfreigeld, Teilspruchgeld, Spitalkosten, Pfleger-, Schreiber- und Amtmanntaxe). Hingegen waren die Inleute in der Regel von den landesfürstlichen Abgaben befreit (Landsteuer, Rüstgeld etc.).
Erwähnenswert ist in diesem österreichischen Beispiel die Zunahme der Inmanverhältnisse im 17. und 18. Jahrhundert, was in Linz sogar zur Errichtung von Miethäusern mit mehreren Wohnparteien führte. Durch diese Zuzüge bildete sich bereits im vorindustriellen Zeitalter im städtischen Bereich ein städtisches Proletariat heraus.